# Nothophacidium
Nothophacidium is een geslacht van schimmels uit de familie Ploettnerulaceae. De typesoort is Nothophacidium abietinellum.

## Soorten
Volgens Index Fungorum telt het geslacht twee soorten (peildatum maart 2022):
| Soortnaam                   | Auteur(s)               | Publicatiejaar |
| --------------------------- | ----------------------- | -------------- |
| Nothophacidium abietinellum | (Dearn.) J. Reid & Cain | 1962           |
| Nothophacidium phyllophilum | (Peck) Smerlis          | 1966           |